# Heteropelma hirsutum
Heteropelma hirsutum là một loài tò vò trong họ Ichneumonidae.